# Patricia Woertz
Patricia Ann Woertz, née le 17 mars 1953 à Pittsburgh (Pennsylvanie), est la directrice générale d'Archer Daniels Midland. Le magazine Forbes l'a classée septième des cinquante femmes les plus puissantes du monde en 2006 et huitième l'année suivante.